# Chapelle Notre-Dame-du-Château d'Allauch
Pour les articles homonymes, voir Chapelle Notre-Dame-du-Château.
La chapelle Notre-Dame-du-Château est une chapelle située à Allauch, en France. Elle a aussi été appelée Notre-Dame-de-Belvézer, ou de Beauvoir.

## Description

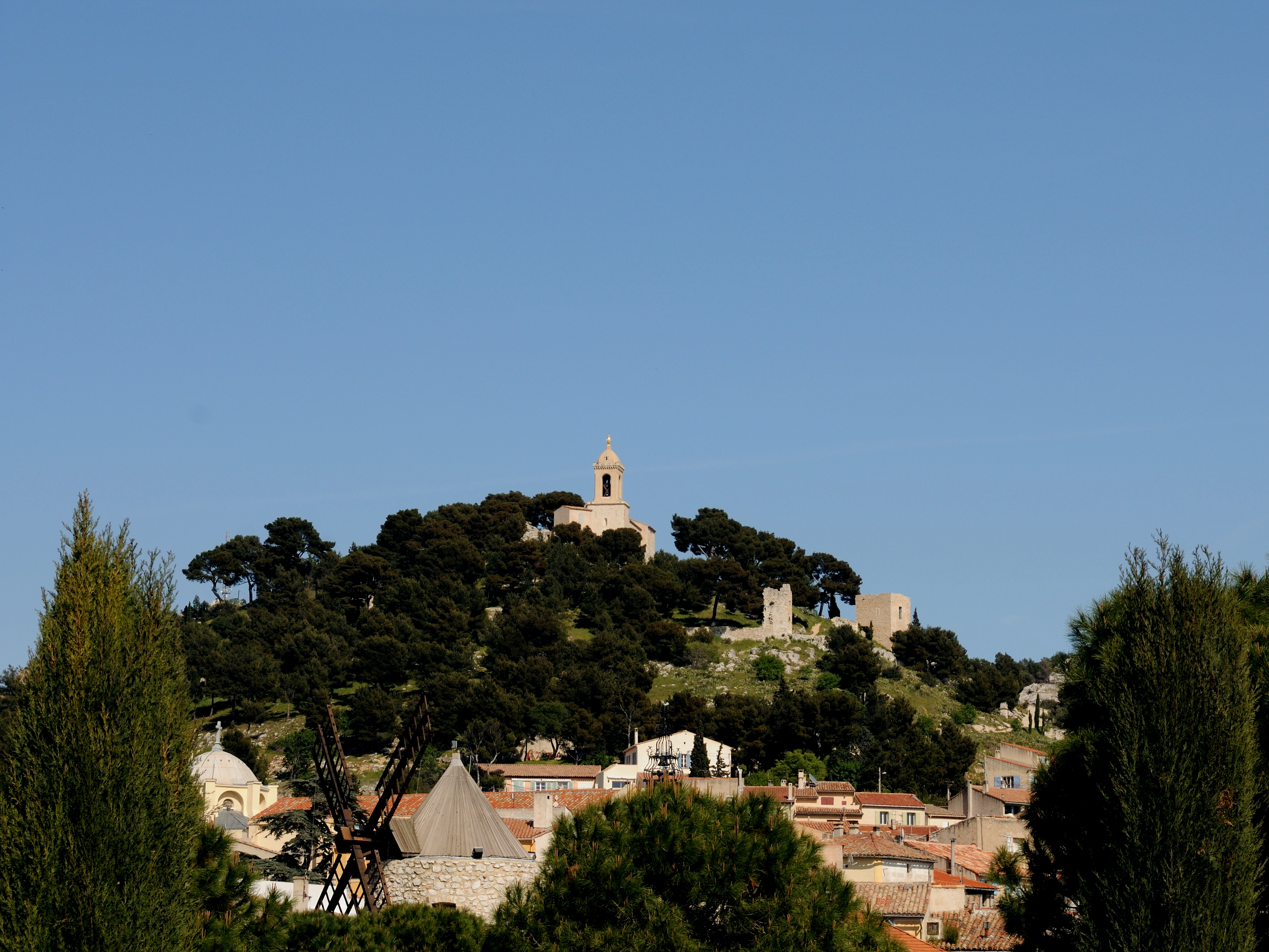
La chapelle et les vestiges du château

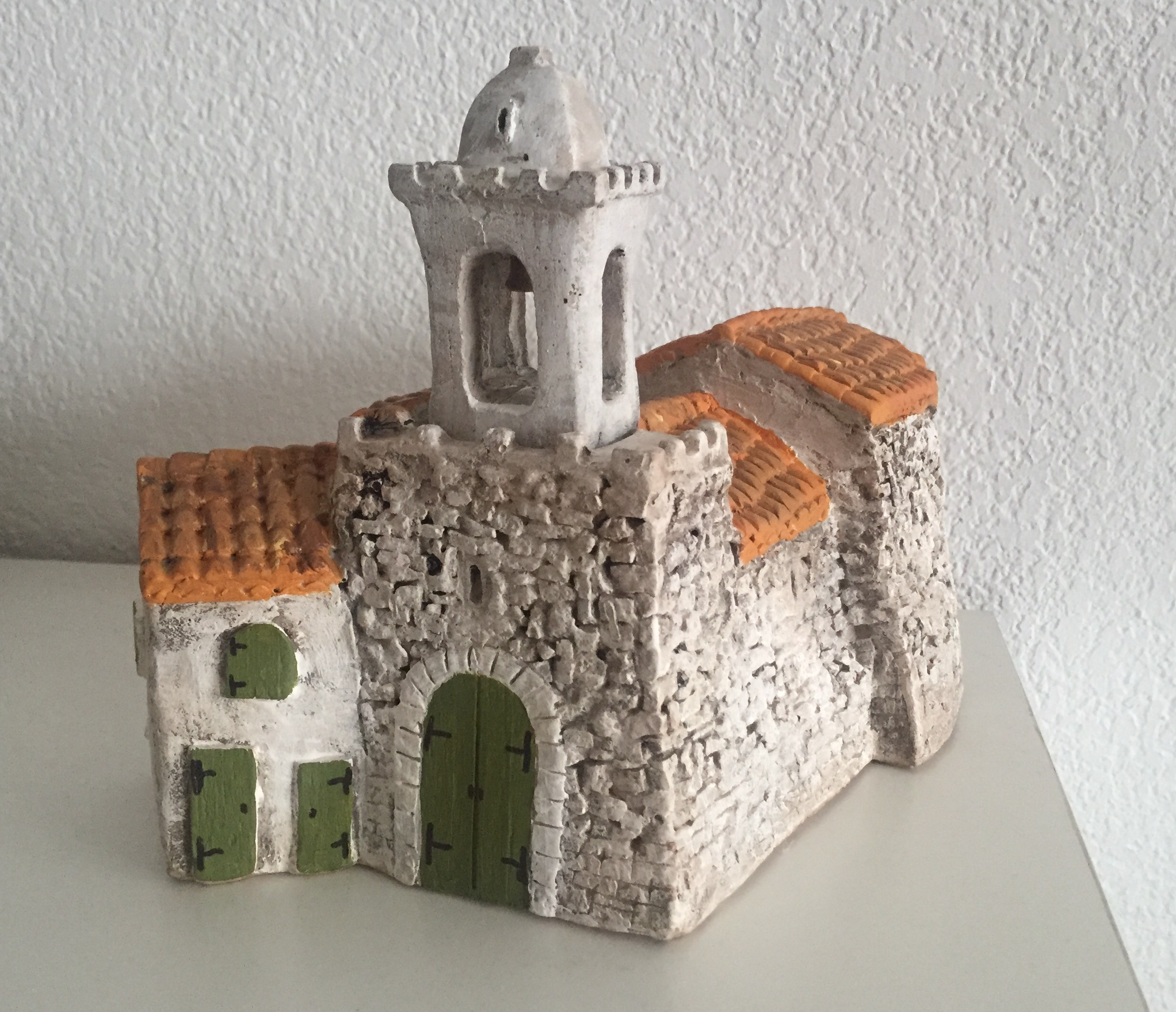
Décor de crèche représentant Notre Dame du Château

## Localisation
La chapelle est située sur la commune d'Allauch, dans le département français des Bouches-du-Rhône, à 300m d'altitude.

## Historique
L'édifice fut construit au XIIIe siècle et a survécu à la destruction du château en 1595. Elle perdit alors sa fonction de paroisse mais devint un lieu de pèlerinage très fréquenté. Un nombre  important d'ex-voto tapisse l'intérieur de la chapelle. Cette collection classée au pré inventaire des richesses artistiques de la France, relate la vie du XVIIe siècle à nos jours. Elle fait l'objet d'une inscription au titre des monuments historiques par arrêté du 28 décembre 1984.